# Thermische Welle
Der Begriff Thermische Welle beschreibt ein räumlich und zeitlich veränderliches Temperaturfeld, das durch eine zeitabhängige Erwärmung in einem Medium hervorgerufen wird. Mathematisch handelt es sich bei einer thermischen Welle um eine Lösung der Wärmeleitungsgleichung, einer Diffusionsgleichung. Ohne Ruhelage und Rückstellkraft, wie bei Systemen, die einer Wellengleichung gehorchen, gibt es auch keine Schwingung, weshalb der (international übliche) Begriff „thermische Welle“ gelegentlich als unangemessen bezeichnet wird. Eine schwingungsförmige äußere oder lokale Anregung wirkt nur über eine kurze Entfernung, ein Fernfeld wie bei echten Wellen gibt es nicht.
In der Natur werden thermische Wellen erfahrbar, wenn man die im Tages- oder Jahresverlauf schwankende Temperatur im Erdboden betrachtet. Nahe der Oberfläche wird die tageszeitliche Temperaturschwankung spürbar, in größerer Tiefe nur jahreszeitliche und Klimaschwankungen. Anwendungen umfassen den Rückschluss vom genau vermessenen Temperaturfeld auf den zeitlichen Temperaturverlauf, sowie von der zeitlichen Entwicklung der Oberflächentemperatur auf Inhomogenitäten der Wärmeleitung, siehe Wärmefluss-Thermographie.

## Geschichte
Fourier führte bereits eine mathematische Analyse der Wärmewellen durch. Ångström nutzte Wärmewellen experimentell zur Bestimmung der Wärmeleitfähigkeit. Bell und Röntgen verwendeten den photoakustischen Effekt, bei dem manchmal auch Wärmewellen eine Rolle spielen. Eine breite Anwendung begann erst ab 1972 mit den Arbeiten von A. Rosencwaig, nachdem leistungsfähige Nachweistechnik verfügbar war.

## Mathematische Beschreibung
Am Beispiel der thermischen Welle, die im homogenen, halbunendlichen und nur an der Oberfläche absorbierenden Körper bei harmonisch-periodischer und großflächiger Bestrahlung angeregt wird, lassen sich die wichtigsten Eigenschaften thermischer Wellen beschreiben und die physikalischen Größen und Parameter erkennen, die mittels thermischer Wellen der Messung zugänglich sind. Die durch die an der Oberfläche absorbierte Leistung {\displaystyle P_{0}} hervorgerufene Temperaturschwankung {\displaystyle \Delta T(x,t)} ist
(1) {\displaystyle \Delta T(x,t)=\Delta T_{0}(x)\cdot \cos(2\pi ft+\Delta \Phi (x))}.
Dabei ist:
(2) {\displaystyle \Delta T_{0}(x)={\frac {P_{0}}{e{\sqrt {2\pi f}}}}\exp(-x/\mu )}
(3) {\displaystyle \Delta \Phi (x)=-{\frac {x}{\mu }}-{\frac {\pi }{4}}}
(4) {\displaystyle \mu ={\sqrt {\frac {\alpha }{\pi f}}}}.
Darin hängen die Abkürzungen {\displaystyle e={\sqrt {k\rho c}}} (thermische Effusivität, Wärmeeindringkoeffizient) und {\displaystyle \alpha ={\frac {k}{\rho c}}} (thermische Diffusivität, Temperaturleitfähigkeit) von der Wärmeleitfähigkeit k, der Massendichte {\displaystyle \rho } und der spezifischen Wärmekapazität c ab.
Die Amplitude der thermischen Welle (Gleichung 1) nimmt, ausgehend von der beheizten Oberfläche (x = 0), exponentiell mit der Tiefe ab. Die durch die Messung erfassbare Eindringtiefe liegt in der Größenordnung der thermischen Diffusionslänge µ (Gleichung 4). Bedingt durch die Frequenzabhängigkeit der thermischen Diffusionslänge µ kann die Eindringtiefe durch gezielte Variation der Modulationsfrequenz f der Heizung eingestellt werden.
Im eindimensionalen Fall besteht eine Analogie zur elektromagnetischen Skin-Tiefe bei der elektromagnetischen Welle.

## Anregung und Nachweis von Wärmewellen
Grundsätzlich können alle Effekte, die lokal Wärme freisetzen, zur Anregung von Wärmewellen genutzt werden. Die klassische Anregungsmethode nutzt optische Strahlung in Form von moduliertem oder gepulstem Licht aus Sonnenstrahlung, Lampen oder Lasern. Bekannt sind jedoch auch Anregungen aus dem gesamten elektromagnetischen Spektrum einschließlich Röntgen- und Teilchenstrahlen sowie durch elastische Schwingungen, Ohm´sche Wärme und Heißluft. Besonders tiefe Wärmewellen werden durch Klimaschwankungen über geologische Zeiträume angeregt.
Zum Nachweis von Wärmewellen wurde ein großes Spektrum an temperaturabhängigen Effekten genutzt. Eine klassische Technik ist die Umwandlung der Wärmewelle in Schall mit Hilfe des photoakustischen Effekts. Größere Bedeutung hat der Nachweis der Temperaturschwankung durch Infrarotdetektoren verschiedener Art. Weitere Techniken nutzen die temperaturabhängige Veränderung der optischen Reflexion sowie den Mirage-Effekt. Mit Infrarotkameras wird ein hochauflösender und berührungsfreier Nachweis der Wärmewelle erreicht. Für die Klimaforschung wird mit Thermometern in Bohrlöchern gemessen.

## Anwendungen
In der Forschung werden thermische Wellen interdisziplinär in Physik, Biologie und Chemie verwendet. Thermische Wellen werden auf Größenskalen von Metern (Bauphysik) bis sub-Mikrometern (Nanomikroskopie) eingesetzt. Eine internationale Konferenz beschäftigt sich mit den thermischen Wellen.
Industrielle Anwendungen findet man in der berührungsfreien Schichtdickenmessung, bei der Charakterisierung von Halbleitern, in der Infrarotspektroskopie, bei der Gassensorik und in der zerstörungsfreien Werkstoffprüfung und -charakterisierung, siehe Wärmefluss-Thermographie.